# Nematantus
Nematantus (zlatna ribica, cvijet zlatne ribice; hipocirta, po sinonimu Hypocyrta; lat. Nematanthus), rod trajnica i vazdazelenih polugrmova i grmova iz porodice Gesneriaceae. Postoji tridesetak vrsta koje rastu uz atlantsku obalu Brazila i njezinom zaleđu, južno od rijeke Amazone, i na jug do Urugvaja.

## Etimologija
Ime roda dolazi od grčkog νημα, nēma = nit, dlaka, i άνθος, anthos = cvijet, što se odnosi na tanke peteljke često visećih cvjetova. 

## Opis roda
Nematanthus je rod koji sadrži približno 30 vrsta koje se nalaze u planinskim šumama jugoistočnog Brazila. Većina vrsta nematantusa raste u obliku grma i dobro raste u visećim košarama. Njihova snažna stopa rasta, jedinstveni cvjetovi i dlakava ili sjajna tekstura lišća čine ih drugačijim od drugih gesnerijevskih pandana kao što su Aeschynanthus i Columnea. Međutim, njihovo sezonsko ili sporadično razdoblje cvatnje može ih učiniti nepoželjnim za neke uzgajivače.
Rod je prvi put nastao 1820-ih. Etimologija imena dolazi od grčke riječi nema, što znači "nit ili kosa" i anthos, što znači "cvijet". Naziv se odnosi na tanke peteljke visećih cvjetova na mnogim vrstama, posebno tipskoj vrsti Nematanthus corticola.
Nematanthus je blisko povezan s Codonanthe i Codonanthopsis. Svi su unutar iste klade plemena Episcieae (danas Columneinae) u potporodici Novog svijeta, Gesnerioideae. Novije DNK testiranje 2013. otkrilo je da je Codonanthe bliži Nematanthusu nego Codonanthopsisu. Nematanthus i Codonanthe rastu na istom geografskom području i dijele isti broj kromosoma (2n=16). Za usporedbu, Codonanthe i Codonanthopsis razlikuju se po svom zemljopisnom položaju, broju kromosoma, obliku svojih plodova i prisutnosti izdanaka vjenčića, ekstraflornih nektarija i vezivnog tkiva prašnika. Hibridizatori su uspjeli stvoriti međugeneričke hibride između Codonanthe i Nematanthusa, ali ne postoje poznati međugenerički hibridi s Codonanthopsisom.
Najčešće uzgajane vrste ovog roda su Nematanthus australis, N. gregarious i N. wettsteinii. Njihovi narančasti cvjetovi izgledaju kao slatki kukuruz ili zlatna ribica, zbog čega ovaj rod ima zajednički naziv "biljka zlatna ribica". Druge vrste kao što su Nematanthus brasiliensis, N. corticola i N. crassifolius imaju duge peteljke koje vise sa stabljike. Vrste N. albus i N. punctatus su mirisne. Kultivari poput Nematanthus gregarious 'Golden West' i N. gregarious 'Dibley's Gold' imaju šareno lišće.
Nematantusi dobro rastu u mješavini bez zemlje koja dobro drenira. Mogu se uzgajati na prozorskoj dasci ili pod fluorescentnim svjetlima s dvije ili četiri lampe. Nematantus može tolerirati tipičnu vlažnost u domu od oko 40%; međutim, njihova navika rasta se poboljšava s povećanom vlagom. Budući da dolaze s nižih temperatura na višim nadmorskim visinama, osjetljivi su na ekstremnu vrućinu. Na temperaturama iznad 80°F (27°C), biljke će brzo izgubiti lišće. Također će izgubiti lišće zbog pretjeranog zalijevanja. Broj kromosoma: 2n = 16.

## Vrste
1. Nematanthus albus Chautems
2. Nematanthus australis Chautems
3. Nematanthus bradei (Handro) Chautems
4. Nematanthus brasiliensis (Vell.) Chautems
5. Nematanthus corticola Schrad.
6. Nematanthus crassifolius (Schott) Wiehler
7. Nematanthus exsertus Chautems
8. Nematanthus fissus (Vell.) L.E.Skog
9. Nematanthus fluminensis (Vell.) Fritsch
10. Nematanthus fornix (Vell.) Chautems
11. Nematanthus fritschii Hoehne
12. Nematanthus gregarius D.L.Denham
13. Nematanthus hirtellus (Schott) Wiehler
14. Nematanthus jolyanus (Handro) Chautems
15. Nematanthus kautskyi Chautems & Rossini
16. Nematanthus kuhlmannii (Handro) Chautems
17. Nematanthus lanceolatus (Poir.) Chautems
18. Nematanthus maculatus (Fritsch) Wiehler
19. Nematanthus mattosianus (Handro) H.E.Moore
20. Nematanthus mirabilis (Handro) Chautems
21. Nematanthus monanthos (Vell.) Chautems
22. Nematanthus punctatus Chautems
23. Nematanthus pycnophyllus Chautems, T.Lopes & M.Peixoto
24. Nematanthus sericeus (Hanst.) Chautems
25. Nematanthus serpens (Vell.) Chautems
26. Nematanthus striatus (Handro) Chautems
27. Nematanthus strigillosus (Mart.) H.E.Moore
28. Nematanthus teixeiranus (Handro) Chautems
29. Nematanthus tessmannii (Hoehne) Chautems
30. Nematanthus villosus (Hanst.) Wiehler
31. Nematanthus wettsteinii (Fritsch) H.E.Moore
32. Nematanthus wiehleri Chautems & M.Peixoto